# Ifigenia

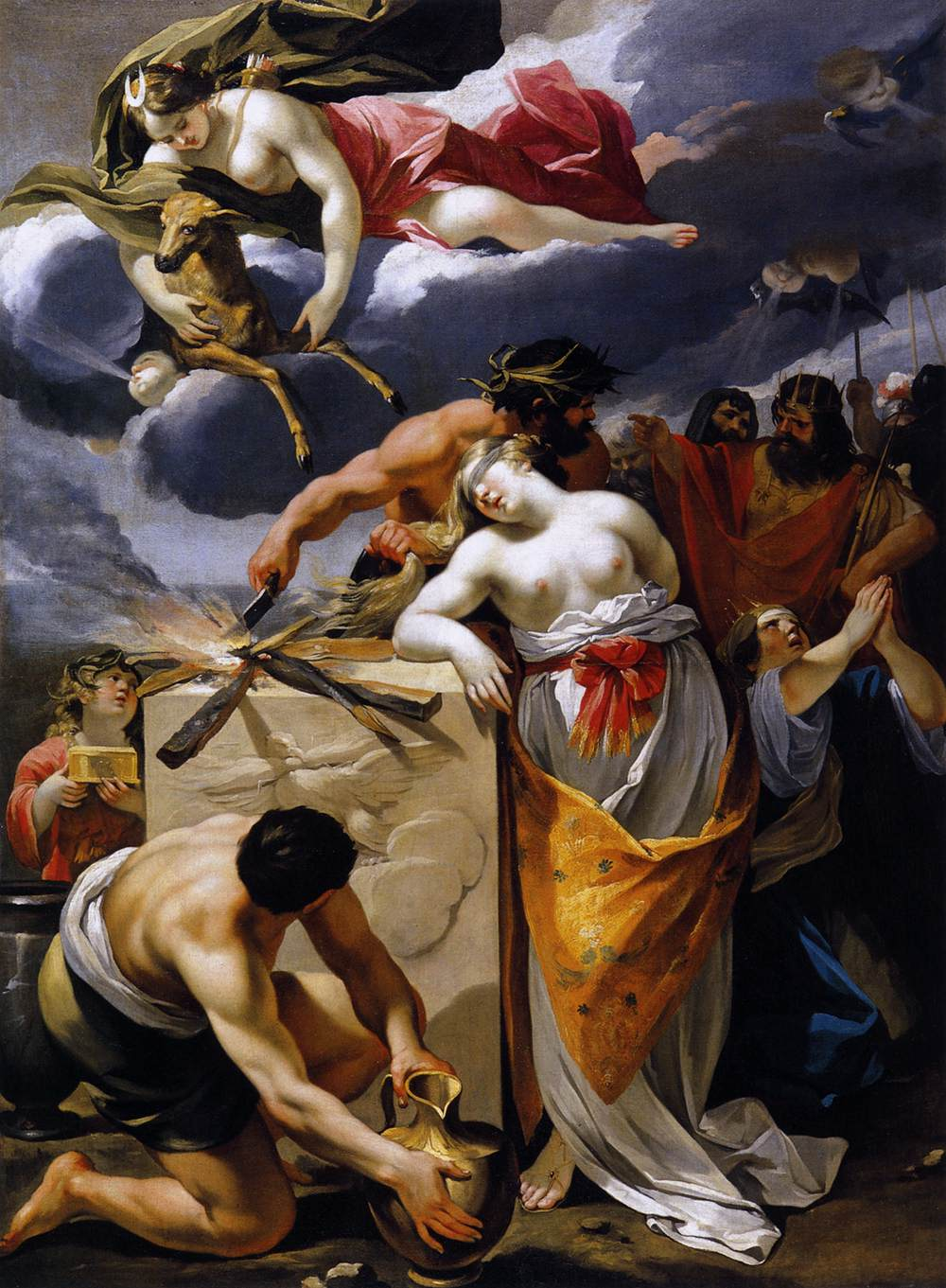
Ifigenia ska offras men räddas av Artemis som ersätter henne med en hind. Målning av François Perrier.

Ifigenia är i grekisk mytologi dotter till Agamemnon och Klytaimnestra. Då grekerna samlade en här och flotta i hamnen vid Aulis till kriget mot Troja, uppehölls de av hårda vindar eftersom överbefälhavaren Agamemnon förtörnat gudinnan Artemis. På siaren Kalchas inrådan lät Agamemnon hämta sin dotter Ifigenia till lägret under förevändning att hon skulle gifta sig med Akilles, men i själva verket för att offra henne till Artemis och blidka den vredgade gudinnan. 
Aiskylos trilogi Orestien inleds med hur offret av Ifigenia skapade ett sådant hat mot Agamemnon hos Klytaimnestra, att hon vid makens hemkomst från Troja mördade honom. I en del versioner av myten skonades Ifigenia av Artemis, som i offrets ställe satte en hind och förde Ifigenia till sin helgedom i taurernas land Chersonnesos (det nuvarande Krim). På Tauris måste hon enligt rådande sed åt gudinnan offra alla ankommande främlingar. Dit kom efter en lång tid Ifigenias bror Orestes och i hans sällskap flydde hon tillbaka till Grekland. I Euripides version slutar Ifigenia sina dagar som prästinna i Artemistemplet i Brauron.
Ifigenias öden i Aulis och hos taurerna behandlades av de tragiska skalderna, bland vilka Euripides skrivit två sorgespel uppkallade efter henne – Ifigenia i Aulis och Ifigenia i Tauris. Även i nyare tider har denna saga varit föremål för dramatisk bearbetning av bland andra Jean Racine – Iphigénie – och Johann Wolfgang von Goethe – Iphigenia auf Tauris. Den har även fått låna texten till bland annat två av Christoph Willibald Glucks förnämsta operor – Ifigenia i Aulis och Ifigenia på Tauris.